# 阎建国 (江苏)
阎建国（1960年8月—），江苏如皋人，汉族，中华人民共和国政治人物、第十一届全国人民代表大会江苏地区代表。
担任江苏省如皋市残联副董事长、江苏省肢残人协会副主席。2008年起担任全国人大代表。